# Bilencenkivka, Hadeaci
Bilencenkivka (în ucraineană Біленченківка) este localitatea de reședință a comunei Bilencenkivka din raionul Hadeaci, regiunea Poltava, Ucraina.

## Demografie
Componența lingvistică a localității Bilencenkivka
     Ucraineană (98,71%)
     Alte limbi (1,16%)
Conform recensământului din 2001, majoritatea populației localității Bilencenkivka era vorbitoare de ucraineană (98,71%), existând în minoritate și vorbitori de alte limbi.